# Yafa Yarkoni

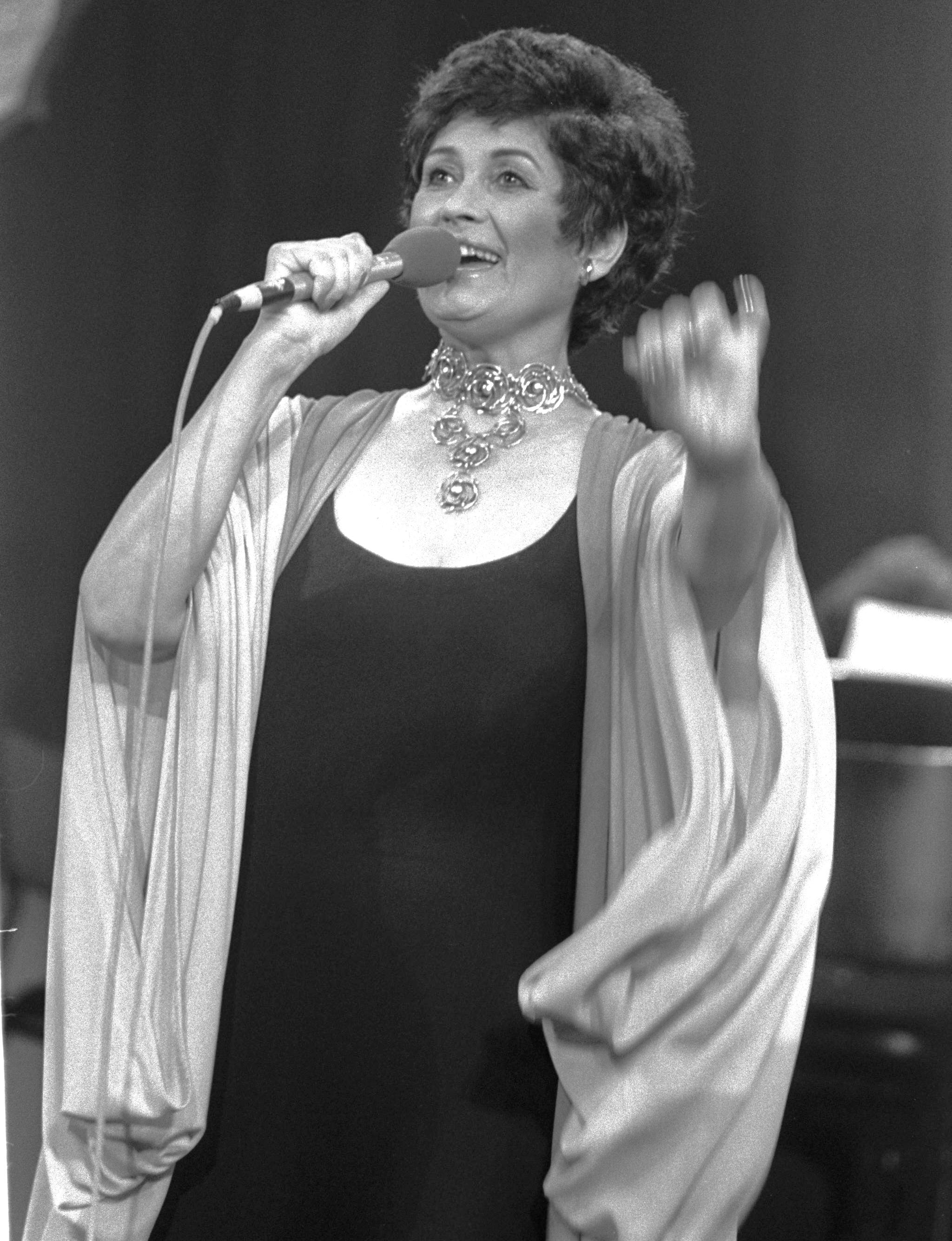
Yafa Yarkoni, 1981

Yafa Yarkoni (hebräisch יפה ירקוני; geboren 24. Dezember 1925 in Giv’at Rambam; gestorben 1. Januar 2012 in Tel Aviv, auch Yaffa Yarkoni oder Yarqoni, zuvor auch Yafa Abramov und Yafa Lustig) war eine international bekannte israelische Sängerin. 1998 erhielt sie den Israel-Preis.

## Leben

### Erste Schritte
Yarkoni wurde als zweites von drei Geschwistern unter dem Geburtsnamen Yafa Abramov in Giv’at Rambam, heute ein Stadtteil von Giv’atajim bei Tel Aviv, geboren. Ihre Eltern waren Bergjuden aus dem Kaukasus und nach Palästina eingewandert. Ihr Vater, ein Teppichhändler, verließ die Familie und ließ sich in Südafrika nieder, woraufhin ihre Mutter in Giv’atajim das Kaffeehaus Tslil eröffnete. Yafa wurde im Alter von zehn Jahren Mitglied der Balletttruppe von Gertrud Kraus, einer Pionierin des modernen Tanzes in Israel. Laut Yoram Kaniuk nannte sie sich zeitweise Yafa Lustig. Im September 1944 heiratete sie Joseph Gustin, der im März 1945 als Angehöriger der Jüdischen Brigade im Italienfeldzug fiel. Wegen einer Fußverletzung gab Yafa das Ballett auf. 1948 heiratete sie Shaike Yarkoni, einen Hagana-Kommandanten.

### Karriere als Sängerin
Im Jahr 1948 diente Yarkoni zunächst in der Nachrichtenübermittlung der Hagana. Später wurde sie in die Militärkapelle der Giv’ati-Brigade aufgenommen und sang Bab el Wad zur Erinnerung an die Kämpfe von Sha’ar ha-Gai. Das Lied erklingt seither alljährlich am Jom ha-sikaron, dem Gedenktag der gefallenen Soldaten, und dem israelischen Unabhängigkeitstag.
In den 1950er Jahren machte sich Yarkoni im israelischen Rundfunk als Interpretin von Salonliedern im Walzertakt einen Namen. Sie sang auch frühe Kinderlieder von Naomi Schemer und interpretierte 1957 als eine der Ersten Erev schel Schoschanim. In den 1960er Jahren erlangte sie internationale Bekanntheit durch Auftritte in London, Paris und New York (Carnegie Hall, Lincoln Center). Auf dem israelischen Songfestival von 1965 in Jerusalem erreichte sie den ersten Platz und wiederholte ihren Erfolg im Jahr darauf mit Lel Stav („Eine Herbstnacht“), einem Lied, das auch von Arik Einstein gesungen wurde. 1998 wurde sie mit dem Israel-Preis für israelische Musik ausgezeichnet. Yarkoni hatte Hunderte Auftritte vor Soldaten der israelischen Streitkräfte, während der arabisch-israelischen Kriege auch an der Front. Daher wurde sie als „Sängerin der Kriege“ bezeichnet – eine Bezeichnung, die sie ungern hörte.
Yarkoni identifizierte sich mit der zionistischen Linken und scheute sich nicht, ihrer Meinung öffentlich Ausdruck zu geben. Als israelische Soldaten während der „Operation Schutzschild“ im Jahr 2002 die Arme von Palästinensern mit Nummern versahen, erinnerte sie im Armeerundfunk Galei Zahal an die Nummerierung von KZ-Häftlingen in der Schoa und fragte: „Wie können wir solche Dinge tun?“ In der Presse löste ihre Äußerung Entrüstung aus, sie erhielt Drohbriefe und musste ein Konzert absagen. Am 11. Mai 2002 nahm sie mit Leibwächtern an einer Friedensdemonstration in Tel Aviv mit 60.000 Personen als Rednerin teil. Ihr zu Ehren wurde 2006 ein Galaabend im Kulturpalast von Tel Aviv, dem Charles Bronfman Auditorium, veranstaltet.
Mit ihrem zweiten Ehemann, Shaike Yarkoni, hatte sie drei Töchter. Er starb 1983.
Yafa Yarkoni starb am 1. Januar 2012 in einem Krankenhaus in Tel Aviv nach mehrjähriger Alzheimer-Erkrankung. Staatspräsident Schimon Peres und Ministerpräsident Benjamin Netanjahu veröffentlichten ehrende Nachrufe. Yarkoni ist neben ihrem Mann auf dem Friedhof Kiryat Shaul begraben.